# Le Christ en croix (film)
Pour les articles homonymes, voir Le Christ en croix.
Le Christ en croix est un film muet français réalisé par Louis Feuillade sorti en 1910. Il fait partie d'une trilogie religieuse, qui comprend également La nativité et Mater Dolorosa.

## Fiche technique
- Réalisation et scénario : Louis Feuillade
- Société de production : Société des établissements L. Gaumont
- Pays : France
- Format : Muet - Noir et blanc - 1,33:1 - 35 mm
- Genre : Drame
- Durée : inconnue
- Date de sortie : 
  -  France - 1910

## Distribution
- Nadette Darson